# Arenavirussen
Een arenavirus is een ambisense RNA-virus met twee segmenten dat lid is van de familie Arenaviridae. In dwarse doorsnede bevatten arenavirussen korrelachtige partikels (ribosomen bekomen van de gastheercel), vandaar de naam (arena is Latijn voor zand).
Deze virussen infecteren knaagdieren (Mammarenavirussen), slangen (Reptarenavirussen en Hartmanivirussen) en vissen (Antennavirussen). Ten minste acht arenavirussen kunnen overgedragen worden van knaagdieren op mensen en ernstige ziektebeelden veroorzaken: Lymfocytair choriomeningitis virus, Lassavirus, Guanarito virus, Junin virus, Lujo virus, Machupo virus, Sabia virus en Whitewater Arroyo virus.

## Taxonomie
In 2015 werd het genus Arenavirus hernoemd tot Mammarenavirus. Hieronder werden de arenavirussen gevonden in zoogdieren ondergebracht, terwijl de nieuwe arenavirussen gevonden in reptielen werden ondergebracht in het nieuwe genus Reptarenavirus. Ook arenavirussen van een derde genus, Hartmanivirus (niet te verwarren met het genus Haartmanvirus van vibrio phages in de familie Demerecviridae, orde Caudovirales), worden gevonden in slangen . Een vierde genus, Antennavirus, bevat arenavirussen van Antennarius striatus, Chinookzalm' en Rode zalm .
Mammarenavirussen worden verder onderverdeeld in het Oude Wereld en het Nieuwe Wereld complex op basis van verschillen in serologie, fylogenie en geografie. 

### Mammarenavirus

#### Oude Wereld complex
- Alxa virus (ALXV)
- Bitu virus (BITV)
- Dandenong virus (DANV)
- Dhati Welel virus (DHWV)
- Gairo virus (GAIV)
- Gbagroube virus
- Ippy virus (IPPYV)
- Kitale virus (KTLV)
- Kodoko virus (KODV)
- Kwanza virus (KWAV)
- Lassa virus (LASV)
- Lìjiāng virus (LIJV)
- Loei River virus (LORV)
- Lujo virus(LUJV)
- Luna virus (LUAV)
- Lunk virus (LNKV)
- Lymphocytic choriomeningitis virus (LCMV)
- Mafiga virus (MAFV)
- Mariental virus (MRTV)
- Merino Walk virus (MRWV)
- Menekre virus
- Minu virus
- Mobala virus (MOBV)
- Mopeia virus (MOPV)
- Morogoro virus (MORV)
- Okahandja virus (OKAV)
- Ryukyu virus (RYKV)
- Solwezi virus (SOLV)
- Souris virus (SOUV)
- Wenzhou virus (WENV)

#### Nieuwe Wereld complex
- Clade A
  - Allpahuayo virus (AALV)
  - Flexal virus (FLEV)
  - Paraná virus (PRAV)
  - Pichindé virus (PICHV)
  - Pirital virus (PIRV)
- Clade B
  - Amaparí virus (AMAV)
  - Aporé virus (APOV)
  - Chapare virus (CHAPV)
  - Cupixi virus  (CUPXV)
  - Guanarito virus (GTOV)
  - Junín virus (JUNV)
  - Machupo virus (MACV)
  - Ocozocoautla de Espinosa virus
  - Real de Catorce virus (RCTV)
  - Tacaribe virus (TCRV)
  - Xapuri virus (XAPV)
  - Sabiá virus (SBAV)
- Clade C
  - Latino virus (LATV)
  - Oliveros virus (OLVV)
- Clade D
  - Bear Canyon virus (BCNV)
  - Catarina virus (CTNV)
  - Skinner Tank virus (SKTV)
  - Tamiami virus (TMMV)
  - Whitewater Arroyo virus (WWAV)
  - Catarina virus (CTNV)
  - Big Brushy Tank virus (BBTV)
  - Skinner Tank virus (SKTV)
  - Tonto Creek virus (TTCV)
- Andere
  - Patawa virus

### Reptarenavirus
- California reptarenavirus
- Giessen reptarenavirus
- Golden reptarenavirus
- Ordinary reptarenavirus
- Rotterdam reptarenavirus

### Hartmanivirus
- Haartman hartmanivirus
- Heimat hartmanivirus
- Muikkunen hartmanivirus
- Schoolhouse hartmanivirus
- Setpatvet hartmanivirus
- Zurich hartmanivirus

### Antennavirus
- Hairy antennavirus
- Salmon antennavirus
- Striated antennavirus